# 1586 Thiele
1586 Thiele este un asteroid din centura principală, descoperit pe 13 februarie 1939, de Arno Wachmann.